# Janusz Byliński
Janusz Józef Byliński (ur. 10 marca 1952 w Zakroczymiu) – polski inżynier ogrodnik, menedżer i polityk, w latach 1990–1991 minister rolnictwa i gospodarki żywnościowej, w 1993 p.o. ministra rolnictwa i gospodarki żywnościowej, poseł na Sejm X kadencji (1989–1991).

## Życiorys
W 1976 ukończył studia na Wydziale Ogrodniczym Szkoły Głównej Gospodarstwa Wiejskiego w Warszawie. Zajął się prowadzeniem gospodarstwa rolnego w okolicy rodzinnego Zakroczymia. Działał w Akcji Katolickiej i duszpasterskich wspólnotach rolniczych. Od 1980 był działaczem Niezależnego Samorządnego Związku Zawodowego „Solidarność” Rolników Indywidualnych. Autor publikacji w „Przeglądzie Technicznym”.
W wyborach w 1989 uzyskał mandat posła na Sejm kontraktowy. Kandydował jako przedstawiciel Komitetu Obywatelskiego w okręgu Warszawa-Praga Północ, został wybrany w pierwszej turze głosowania, otrzymując poparcie blisko 76%. W Sejmie X kadencji pełnił funkcję przewodniczącego Komisji Rolnictwa i Gospodarki Żywnościowej.
14 września 1990 w rządzie Tadeusza Mazowieckiego został ministrem rolnictwa i gospodarki żywnościowej. Urząd ten objął po fali protestów rolniczych, w trakcie których odwołany został Czesław Janicki, negujący decyzję premiera o użyciu policji w okupowanym budynku ministerstwa. 14 grudnia 1990, po przegranych wyborach prezydenckich, premier Tadeusz Mazowiecki podał się wraz z całą radą ministrów do dymisji. Urzędowanie na stanowisku ministra Janusz Byliński zakończył 12 stycznia 1991. W tym samym dniu został powołany rząd Jana Krzysztofa Bieleckiego, w którym ministrem rolnictwa został Adam Tański. W wyborach krajowych w tym samym roku Janusz Byliński bezskutecznie kandydował z listy Porozumienia Ludowego w okręgu podwarszawskim. Do resortu rolnictwa powrócił w 1992, w okresie od 8 kwietnia do 12 lipca 1993 pełnił obowiązki ministra w rządzie Hanny Suchockiej. Zastąpił Gabriela Janowskiego, który podał się do dymisji w wyniku wprowadzenia zbyt niskich jego zdaniem cen minimalnych na produkty rolne oraz opłat wyrównawczych na importowaną żywność.
W tym samym roku współtworzył organizowany przez Lecha Wałęsę Bezpartyjny Blok Wspierania Reform. Zajął pierwsze miejsce na liście krajowej tego ugrupowania w wyborach, nie uzyskał jednak mandatu poselskiego. W okresie rządu Jerzego Buzka był doradcą premiera do spraw rolnictwa. Był działaczem Stronnictwa Konserwatywno-Ludowego. W 2004 wszedł do władz krajowych Partii Centrum, do 2006 był jej wiceprezesem. W 2010 został przewodniczącym SKL w województwie mazowieckim. W 2014 wraz z SKL dołączył do Polski Razem Jarosława Gowina. W tym samym roku był jej kandydatem w wyborach do Parlamentu Europejskiego.
W 1999 objął stanowisko prezesa zarządu Warszawskiego Rolno-Spożywczego Rynku Hurtowego „Bronisze”. Pełnił tę funkcję do 2006. Zarządzał Stadem Ogierów w Łącku, następnie zajął się organizacją strefy przemysłowej w Błoniu.

## Odznaczenia i wyróżnienia
- Krzyż Oficerski Orderu Odrodzenia Polski (2021)[14][15]
- Krzyż Kawalerski Orderu Odrodzenia Polski (2011)[16]
- Krzyż Wolności i Solidarności (2023)[17]
- Nagroda im. ks. bp. Romana Andrzejewskiego (2023)[18]